# Chiesa di San Pio X (Roma)
La chiesa di San Pio X è un luogo di culto cattolico di Roma, situato nel quartiere Trionfale, in piazza della Balduina. Su di essa insistono la parrocchia, affidata al clero diocesano di Roma, e il titolo cardinalizio omonimi.

## Storia

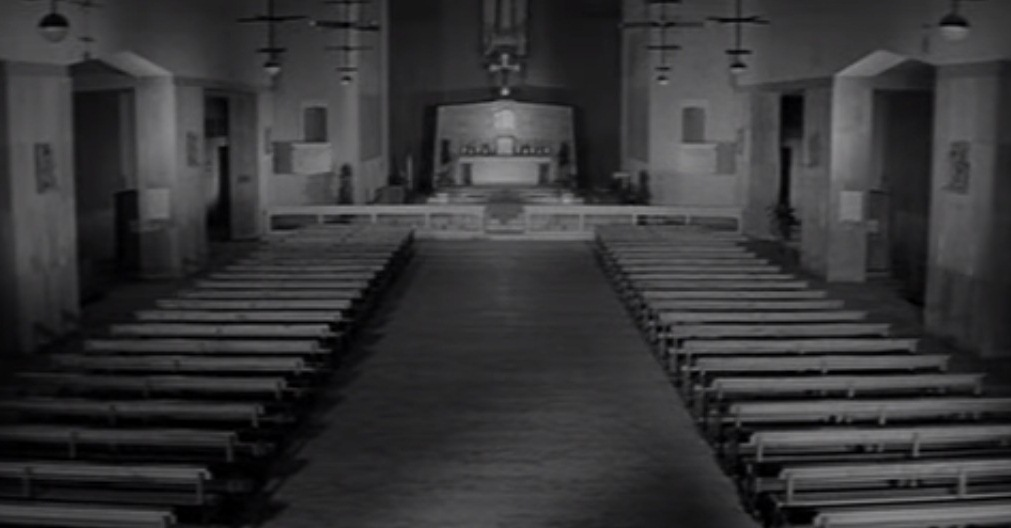
L'interno della chiesa nel 1963 (dal film L'ultimo uomo della Terra)

Il quartiere della Balduina nacque e si sviluppò a partire dal 1950 in un'area fino ad allora solo in parte urbanizzata in base al piano regolatore del 1931; tra il 1950 e il 1955 vennero realizzati gli edifici residenziali prospicienti piazza della Balduina. La costruzione della chiesa di San Pio X (il cui santo titolare era stato beatificato nel 1951 e canonizzato nel 1954 da papa Pio XII) avvenne su progetto di Alberto Ressa e sotto la Direzione Lavori della Pontificia Opera per la Preservazione della Fede e la provvista di nuove Chiese in Roma; iniziò nel 1956 con la prima fase dei lavori che prevedeva la realizzazione di un luogo di culto a livello della piazza (aperto l'anno successivo e costituito dall'attuale teatro) con la retrostante canonica su via Attilio Friggeri. Con il decreto del cardinale vicario Clemente Micara "Pervigilanti
iugiter" del 28 settembre 1957, venne eretta la parrocchia di San Pio X il cui territorio venne desunto da quello delle parrocchie di Stella Matutina (a nord) e di Santa Paola Romana (a sud). La costruzione del complesso terminò nel 1961 e il 29 aprile dello stesso anno la chiesa fu inaugurata e dedicata dall'arcivescovo Ettore Cunial, secondo vicegerente della diocesi di Roma. Nel 1963 furono girate all'esterno e all'interno della chiesa le sequenze finali del film horror fantascientifico L'ultimo uomo della Terra, diretto da Ubaldo Ragona o Sidney Salkow (1964).
La parrocchia ricevette la visita di papa Paolo VI il 16 febbraio 1964 che, nel concistoro del 28 aprile 1969, la elevò a titolo cardinalizio. Anche papa Giovanni Paolo II visitò la parrocchia, il 31 gennaio 1993.
Negli anni successivi alla consacrazione e all'apertura al culto, la chiesa subì alcune modifiche agli spazi interni: alla fine degli anni 1960 venne riorganizzata l'area presbiterale riutilizzando parte degli arredi originari, con la rimozione di uno dei due pulpiti e della balaustra e lo spostamento in avanti dell'altare maggiore (del quale venne conservata la mensa); nel 1969 venne costruito l'organo a canne in luogo di un quadro di grandi dimensioni raffigurante il santo titolare, andato perduto. A partire dal 2002 furono installate le nuove vetrate policrome delle cappelle laterali, opera di Sergio Verdacchia, mentre nel 2003 la seconda cappella di sinistra venne dedicata a san Pio da Pietrelcina.

## Descrizione

### Esterno e annessi

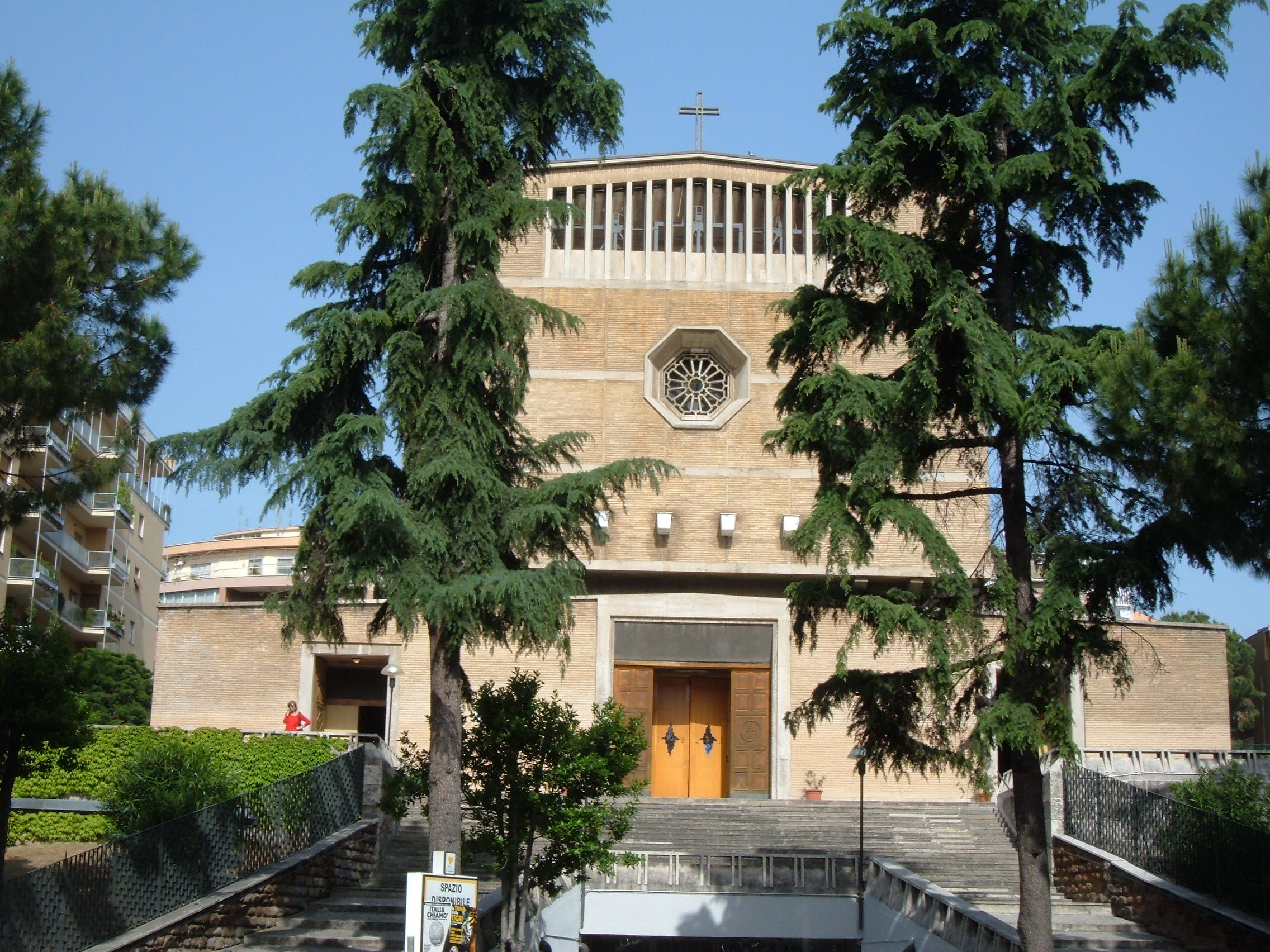
Facciata e scalinata, viste da piazza della Balduina.

L'area su cui sorgono la chiesa di San Pio X e gli annessi locali parrocchiali occupa interamente una piccola collinetta che va dal lato occidentale di piazza della Balduina alla retrostante via Attilio Friggeri.
La facciata è posta scenograficamente sopra una doppia scalea marmorea al centro della quale, in basso, vi è l'accesso alla cripta (costituita da un ambiente ottagonale ed utilizzata per le celebrazioni feriali) e al retrostante teatro. Il prospetto è concepito come la sovrapposizione di due volumi distinti: quello inferiore, che si sviluppa in larghezza, nel quale si aprono i tre portali di ingresso, e quello superiore, che si sviluppa in altezza e presenta un paramento murario in mattoncini scanditi verticalmente e alternati a fasce di marmo orizzontali. Al centro, sopra il portale maggiore e le quattro mensole che in origine dovevano accogliere le statue dei quattro Evangelisti (non realizzate), vi è il rosone ottagonale con vetrata policroma geometrica, sormontato dalla cella campanaria con apertura caratterizzata da una serie di pilastrini marmorei; all'interno del vano si trova un concerto di cinque bronzi fusi nel 1960 dalla Pontificia fonderia di campane Marinelli:
| Nome             | Nota | Dedicatario            | Peso   |
| ---------------- | ---- | ---------------------- | ------ |
| Campana maggiore | Fa#2 | San Pio X              | 680 kg |
| Campana II       | La♭2 | Sacro Cuore di Gesù    | 450 kg |
| Campana III      | Si2  | Beata Vergine Maria    | 300 kg |
| Campana IV       | Re♭3 | San Vincenzo de' Paoli | 200 kg |
| Campana V        | Mi♭3 | Santi Angeli Custodi   | 150 kg |

Lungo i due fianchi laterali della navata centrale vi sono le grandi finestre del cleristorio, quattro per lato, poste in corrispondenza delle arcate di separazione delle navate laterali. Tutto il paramento murario dell'esterno della chiesa è ideato come un intersecarsi di tagli verticali della cortina di mattoni e fasce orizzontali in pietra.
La canonica è alla destra della chiesa ed è caratterizzata da un piano superiore decorato da un loggiato con pilastri di marmo. Al disotto della canonica vi sono le aule per il catechismo e, in un piccolo spiazzo fra i campi sportivi, è stata collocata la statua della Madonna di Lourdes.

### Interno

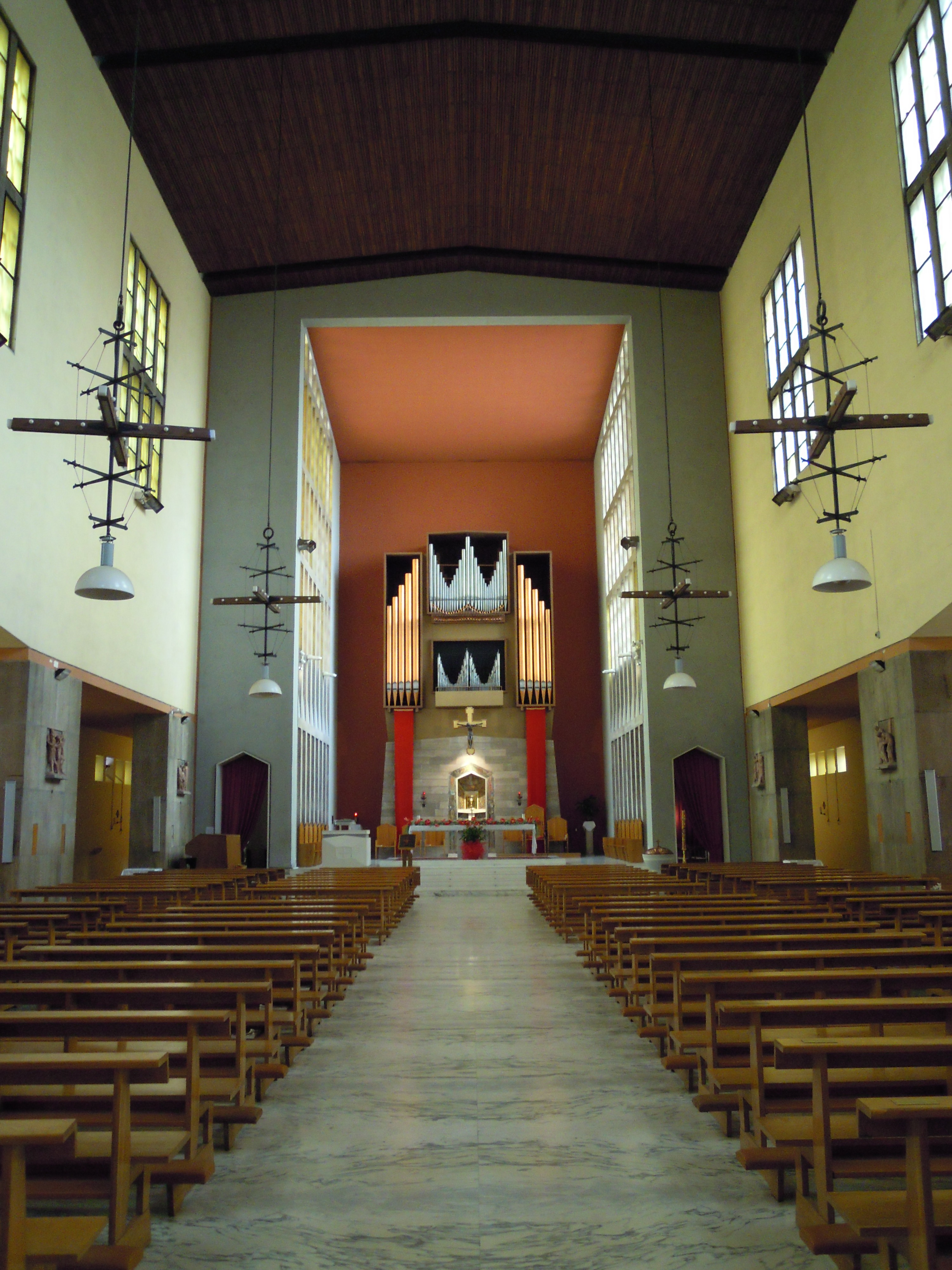
L'interno

L'interno della chiesa è a tre navate separate da pilastri con rivestimento in pietra, delle quali la maggiore notevolmente più ampia e caratterizzata da un controsoffitto ligneo, e le minori concepite come corridoi di congiunzione delle cappelle laterali che proseguono anche oltre quest'ultime. Sui pilastri della navata centrale e della controfacciata vi è la Via Crucis in cotto di Raoul Vistoli (1963). Invece, ai due lati del portale centrale, vi sono, entro due nicchie, le statue della Pietà (in gesso, di Ignaz Weirich) e di Sant'Antonio di Padova col Bambino (in terracotta, del Mocanz). Dal soffitto pendono sei grandi lampadari, appartenenti all'arredo originario della chiesa, costituiti da un'elaborata intelaiatura metallica nella quale si innestano in alto una croce lignea orizzontale con lampadine e neon, e in basso una grande lampada.
Lungo le due navate laterali si aprono sei cappelle (tre per lato). La prima di destra è dedicata a san Pio X, raffigurato nella statua in gesso di Carlo Pisi (1959), già sull'altare della chiesa provvisoria allestita nel teatro nel 1957, ed ospita alcuni suoi documenti racchiusi in una vetrinetta e vetrate policrome con Scene della vita del santo e della parrocchia (2003); segue la cappella della riconciliazione, che come la precedente è priva di altare, con gruppo scultoreo del Crocifisso di Massimo di Cave (2006), composto dal Cristo crocifisso e dall'uomo addolorato per i suoi peccati, e vetrate con la Peccatrice che bacia i piedi di Gesù (a sinistra) e il Padre misericordioso che accoglie il figlio pentito (a destra); la terza cappella, dedicata alla Mater Misericordiæ e decorata con vetrate policrome raffiguranti l'Annunciazione, le Nozze di Cana e la Crocifissione, ospita sull'altare un bassorilievo in bronzo della Madonna col Bambino, opera di Enrico Franzini con cornice in terracotta di Enzo Assenza. La prima cappella di sinistra era originariamente adibita a battistero ed è ancora presente il vecchio fonte battesimale con vasca esagonale; le vetrate policrome e il mosaico con la Nuova Gerusalemme vennero realizzati nel 1987 da Luciano Vinardi; la seconda era inizialmente dedicata a san Francesco d'Assisi, ora lo è a san Pio da Pietrelcina, raffigurato nella tela di Ulisse Sartini (2003). La statua lignea di San Francesco si trova nell'ultima cappella, di fianco all'altare, mentre sopra quest'ultimo vi è la statua bronzea del Sacro Cuore di Gesù, di artista ignoto; le vetrate policrome del 2004 raffigurano San Francesco che riceve le Stimmate (a sinistra) e Sant'Antonio di Padova che tiene la predica ai pesci (a destra).

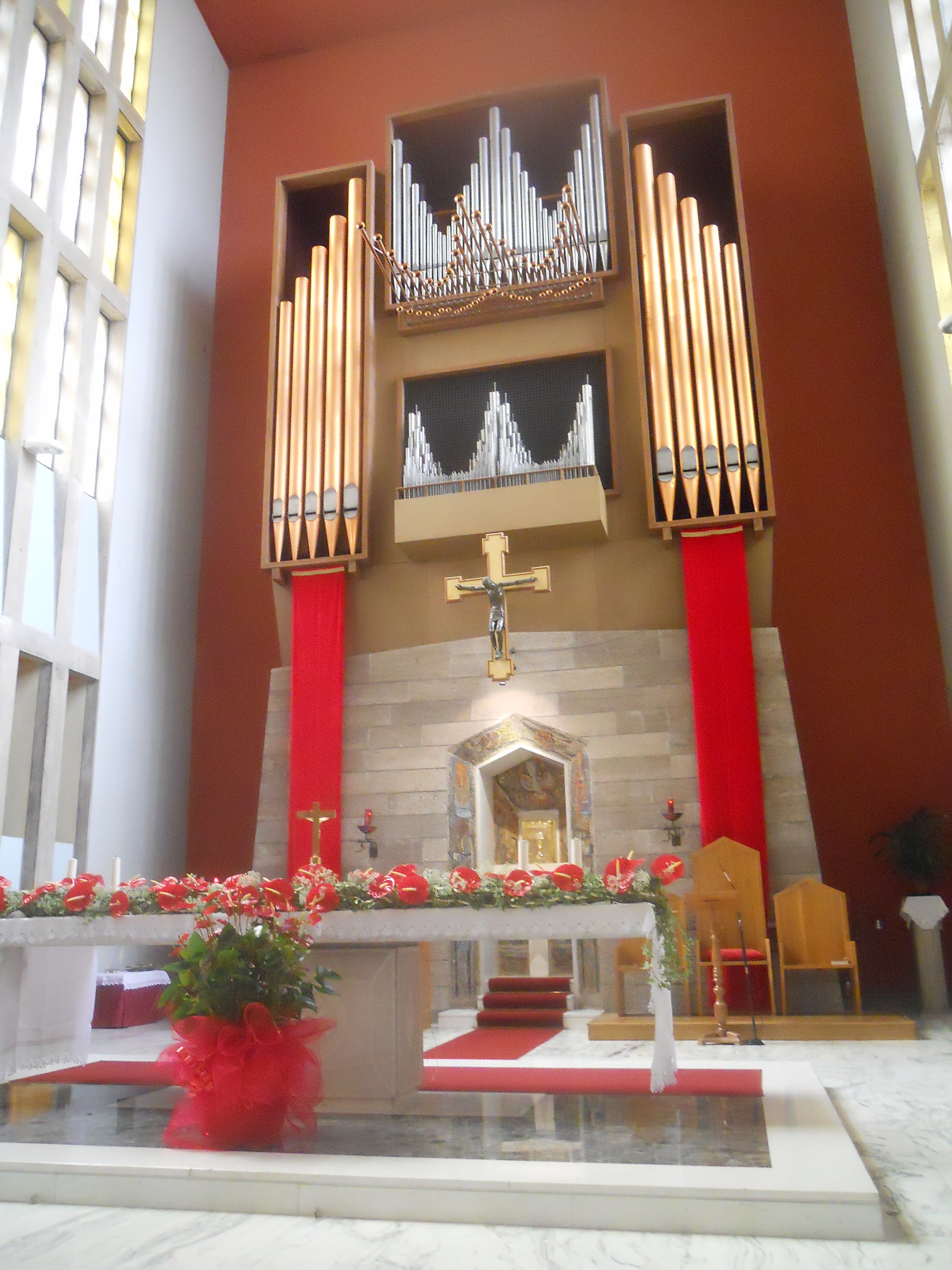
L'abside con l'altare maggiore e l'organo a canne

In fondo alla navata maggiore si apre l'abside di dimensioni grandiose, a pianta quadrangolare e soffitto piano leggermente inclinato verso la parete di fondo, interamente occupata dal presbiterio che è sopraelevato di alcuni gradini rispetto al resto della chiesa. In posizione avanzata si trovano il fonte battesimale (2008, sulla destra) e l'ambone (sulla sinistra); quest'ultimo è costituito da uno dei due pulpiti che originariamente si trovavano ai lati dell'ingresso dell'abside. L'altare maggiore è formato da un piedistallo centrale cubico e da una lunga mensa su di esso poggiante, e alle sue spalle, inserito in una nicchia musiva all'interno di una parete in blocchi di pietra squadrati, vi è il tabernacolo, sormontato da un Crocifisso ligneo dorato con il Cristo in bronzo, di Publio Morbiducci. Ai lati dell'abside vi sono due profonde cappelle laterali prive di altari, dedicate alla Madonna (a destra) e a san Pio X (a sinistra).

### Organo a canne
Sulla parete di fondo dell'abside, poggiante sulla parete del tabernacolo, si trova l'organo a canne, costruito dalla ditta Tamburini nel 1969 su progetto di Giuseppe Agostini.
Lo strumento è a trasmissione elettro-pneumatica e dispone di 36 registri. Il materiale fonico è integralmente ospitato all'interno di una cassa lignea dalla fattura geometrica, che permette di leggere le varie divisioni: in alto, con mostra composta da canne di principale disposte a cuspide unica con ali laterali e trombe orizzontali, vi sono le canne del Grand'Organo (secondo manuale); al di sotto di esse, dietro un grigliato, quelle dell'Espressivo (terzo manuale) e, esternamente, quelle del Positivo aperto (primo manuale); ai lati le canne del Pedale. La consolle, mobile indipendente, è situata a pavimento sul gradino più basso del presbiterio, di fronte all'ingresso della cappella di San Pio X; essa dispone di tre tastiere di 61 note ciascuna e pedaliera di 32 note, con i registri, le unioni, gli accoppiamenti e gli annullatori azionati da placchette a bilico poste su più file ai lati dei manuali, con i nomi incisi.

## Galleria d'immagini

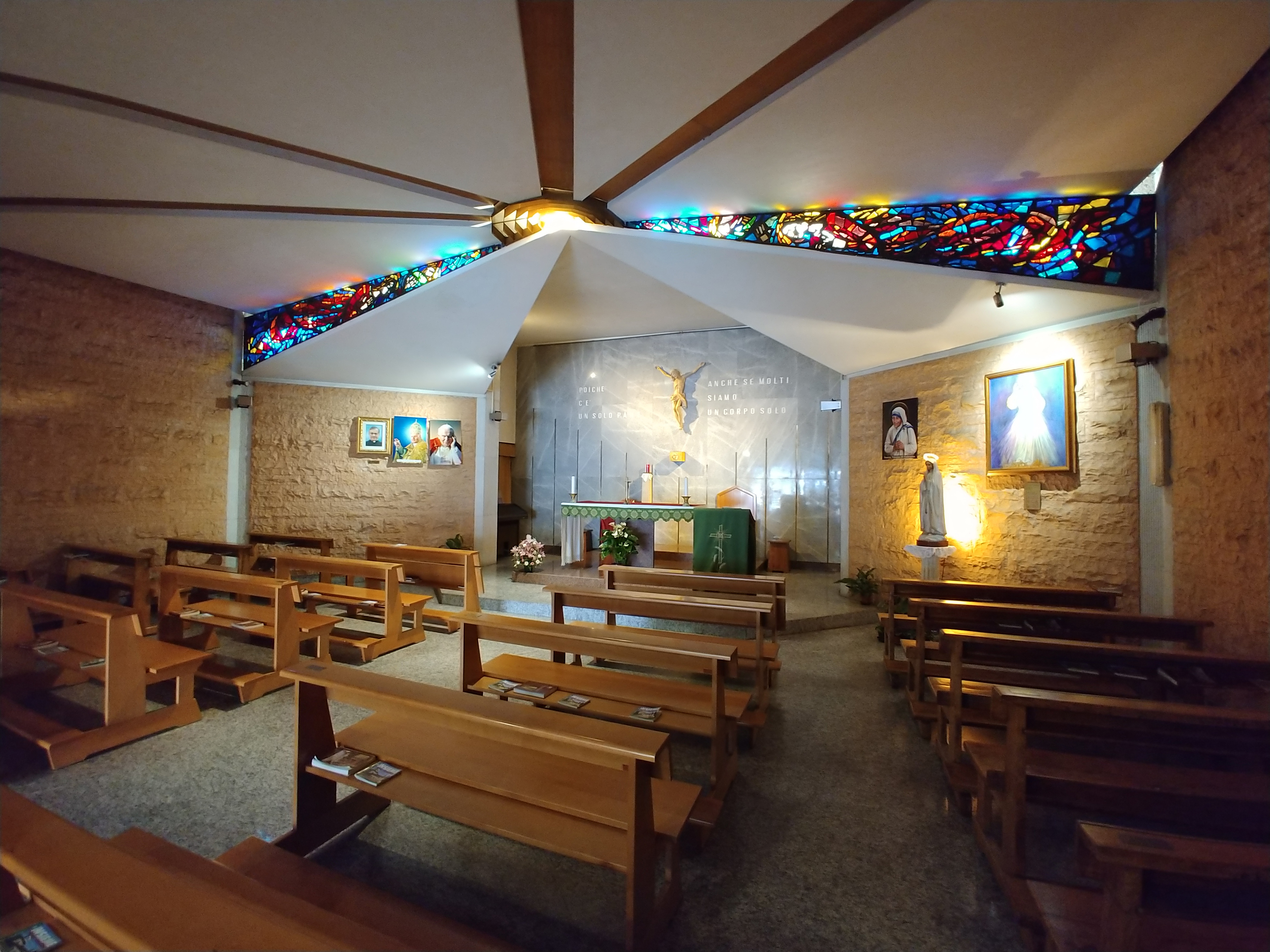
Cripta
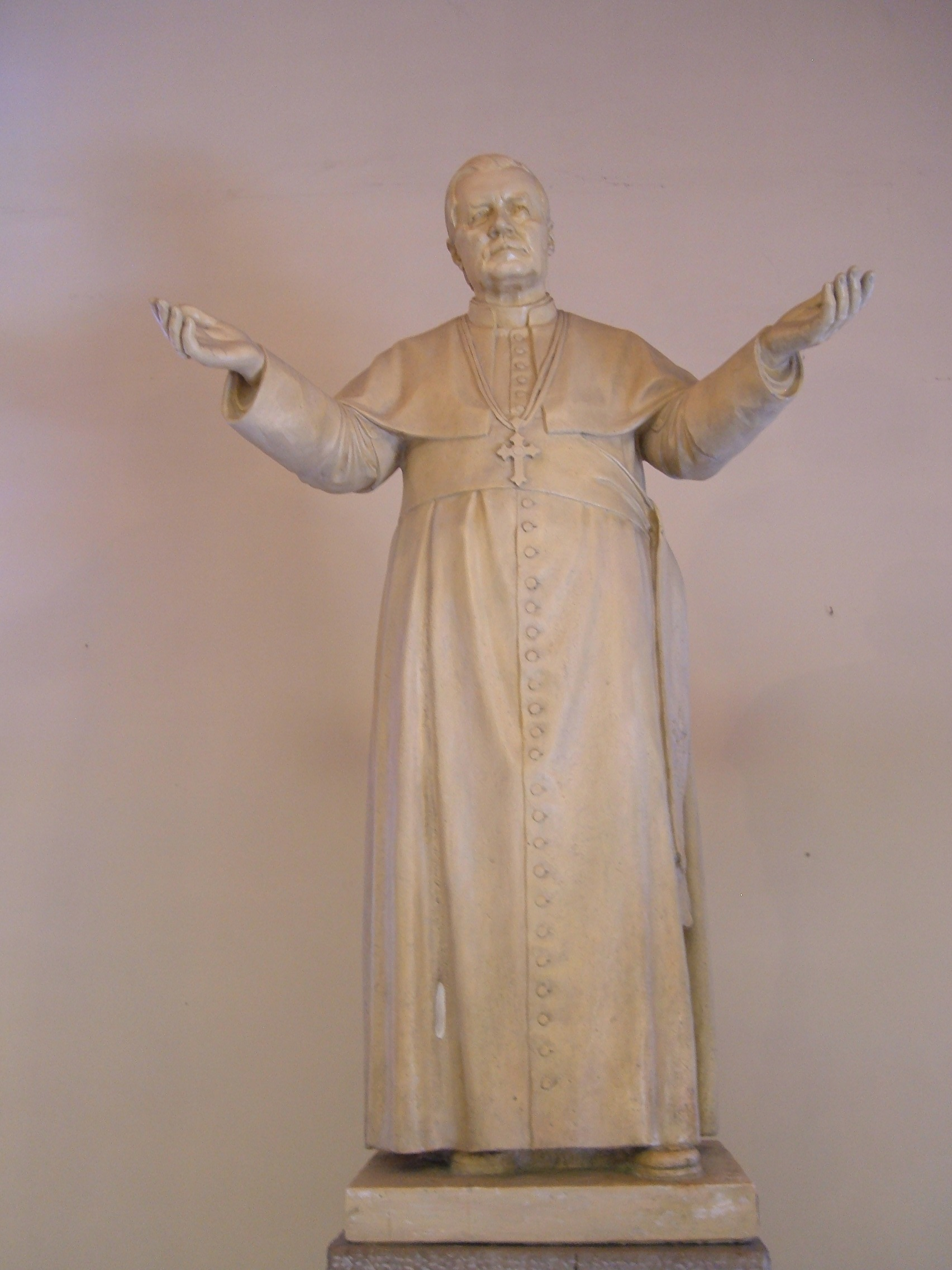
San Pio X di Carlo Pisi
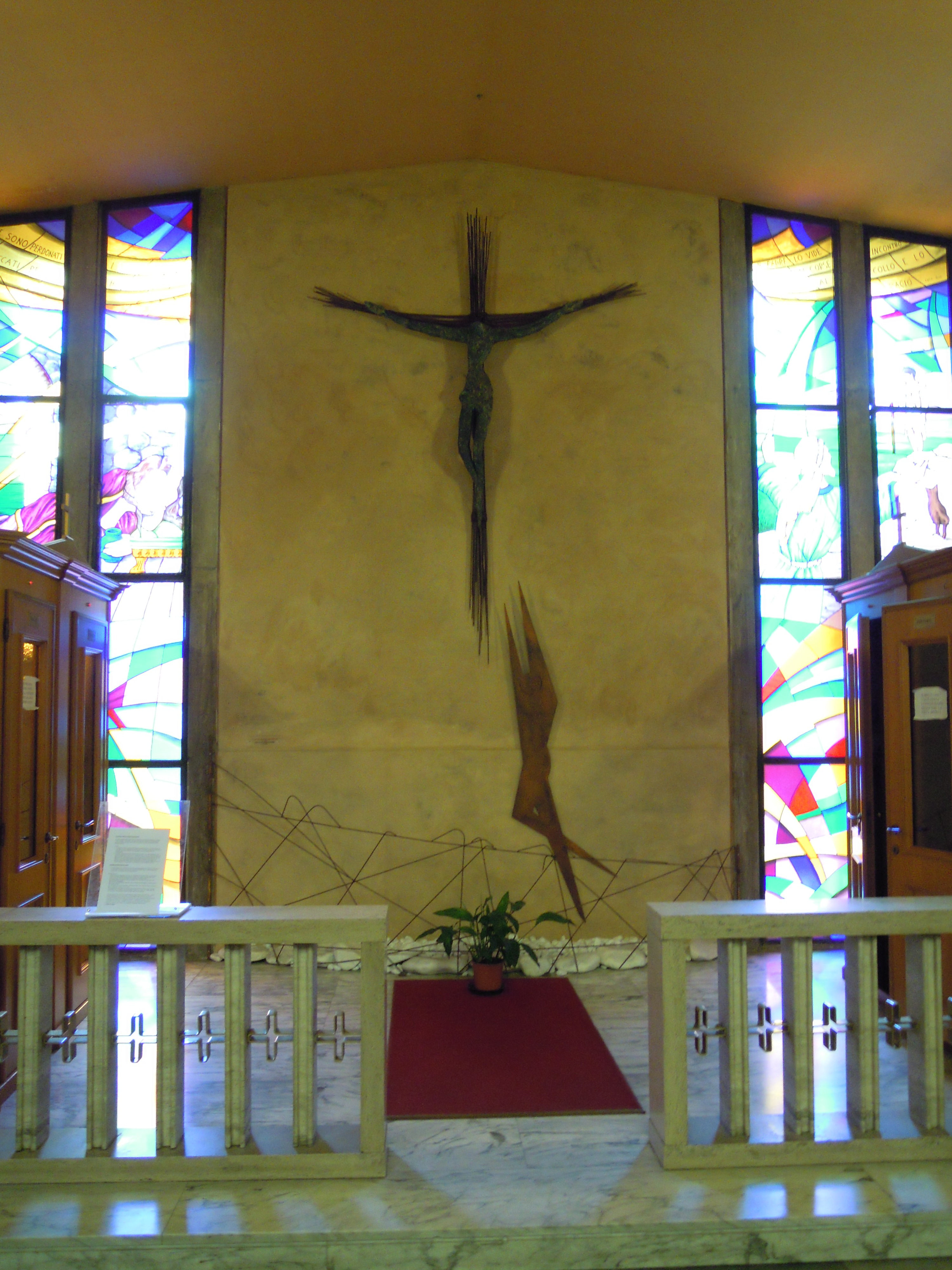
Cappella della riconciliazione
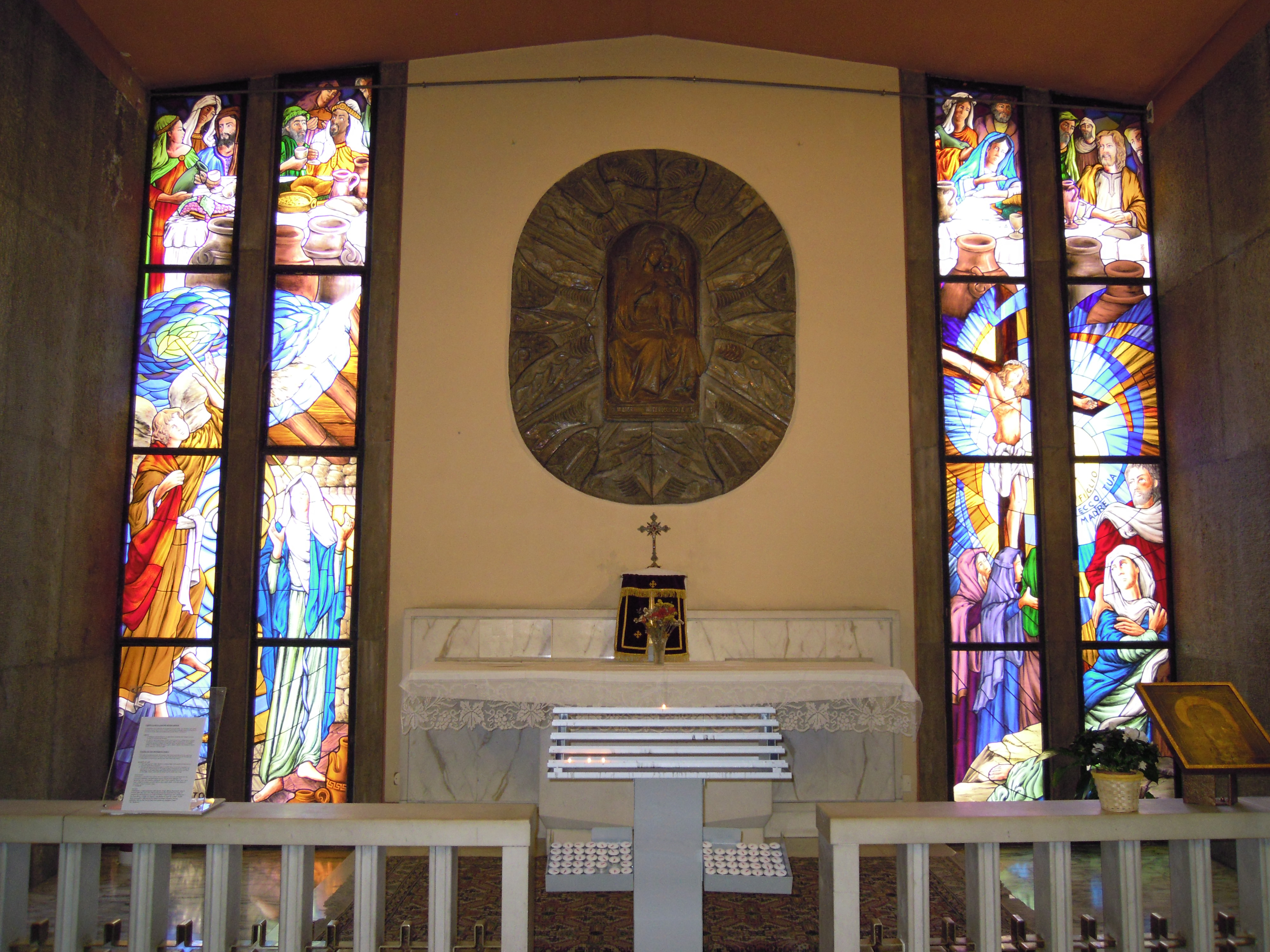
Cappella della Mater Misericordiæ
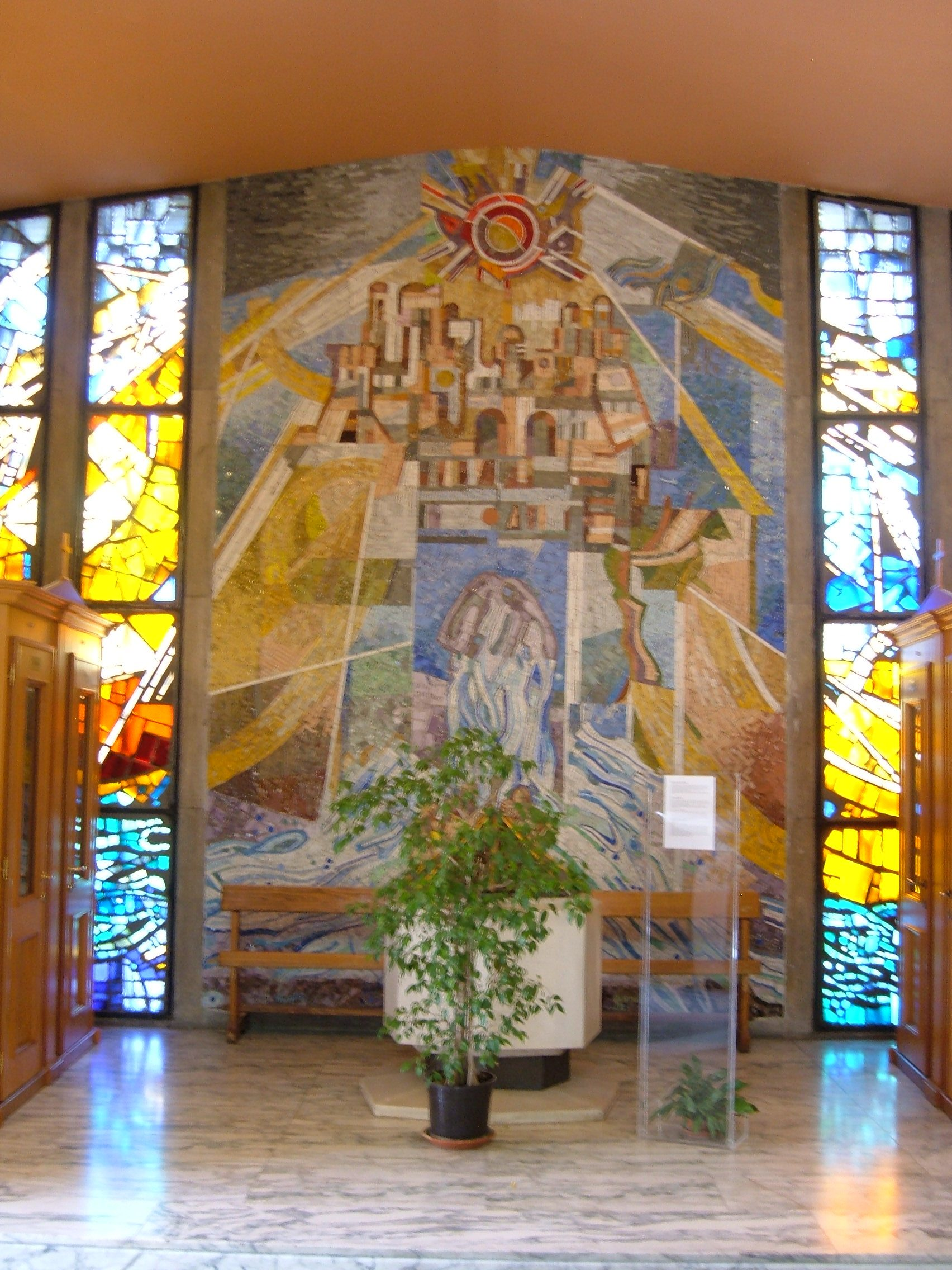
Battistero
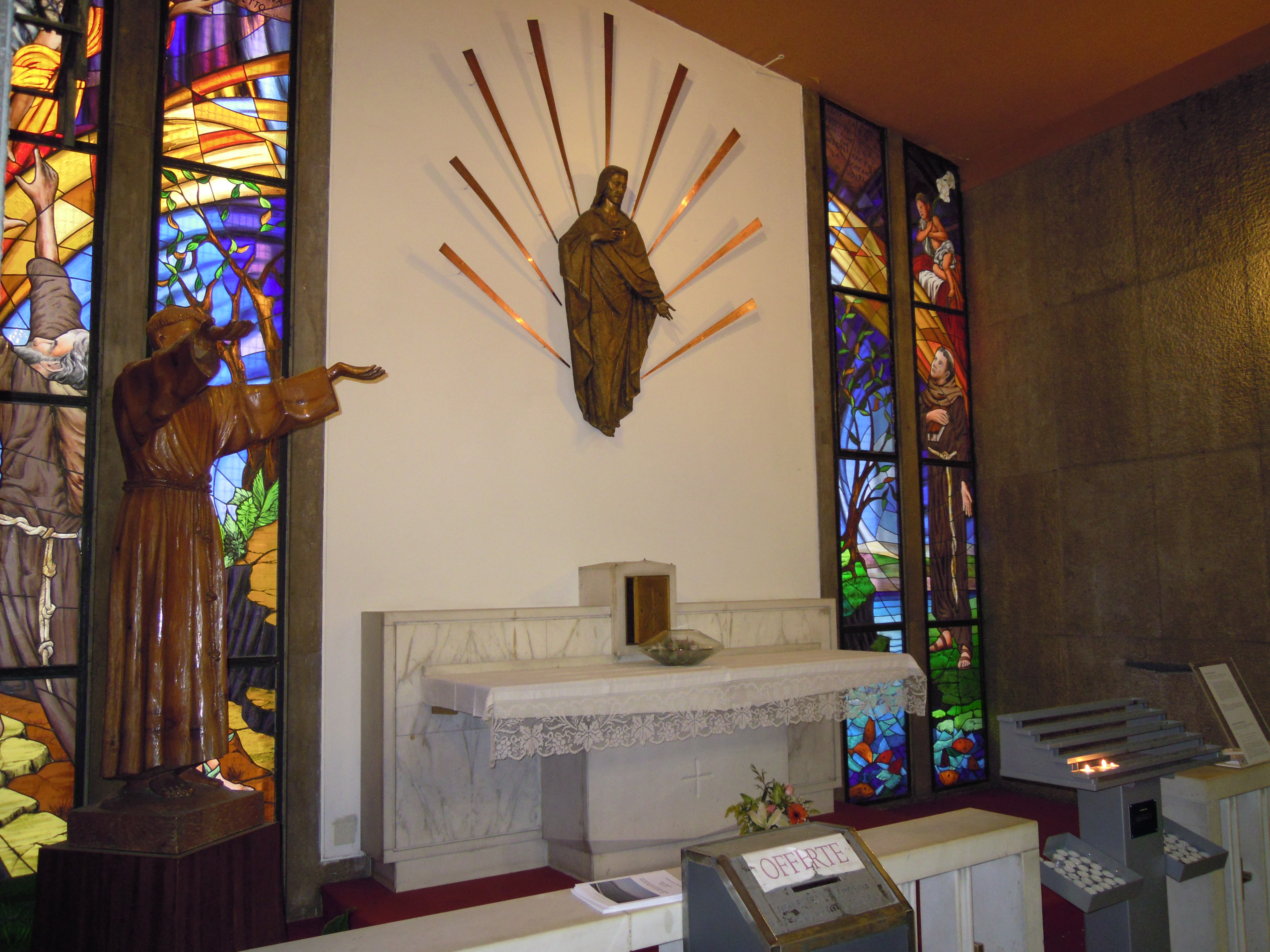
Cappella del Sacro Cuore